# トルヴェール
トルヴェール（Trouvère）は、12世紀後半に盛んになった吟遊詩人で、11世紀に生じたトルバドゥールが北フランスに伝播し、変化したものである。アーサー王物語など騎士道物語を広めたフランスのクレティアン・ド・トロワは、代表的な吟遊詩人である。
トルバドゥールやトルヴェールというと一般的なイメージは、弦楽器を背に、町から町へとさすらう放浪の楽師というものである。確かにそのような人々はいたのだが、彼らはジョングルールやミンストレルと呼ばれ、社会の底辺に属する男女の貧しい芸人であった。トルバドゥールやトルヴェールは、対照的に、貴族階級の音楽の担い手だった。こちらは詩人兼作曲家であり、貴族階級の庇護を受けたか、しばしば自ら貴族ないしは騎士であった。トルバドゥールやトルヴェールは、貴族のために創作や演奏を行い、伝統ある宮廷文化の一環を担っていた。その担い手には、王侯貴族だけでなく、その妃も含まれていた。トルバドゥールやトルヴェールの歌詞は、それを生み出した社交界を自然に反映し、「宮廷の愛」や宗教的情熱といった理想の扱い方を軸に動いている。しかしながら、多くの場合に見出されるのは、恋愛についての世俗的な眼差しである。
この種の音楽は、楽譜の解読をめぐってしばしば演奏様式が議論の的となる。（とりわけテクストが高邁な場合には）自由なリズム法によって楽器伴奏を控えめに用いるのがよいとする研究者がいる一方、楽器伴奏もリズムの解釈も同じように固定すべきだとする研究者もおり、演奏界からは後者の説が支持されている（聞き手の立場からすれば、いずれにせよ説得力があって楽しめればよいのだが）。